# Tin Tokić
Tin Tokić (Capodistria, 29 dicembre 1985) è un ex pallamanista croato naturalizzato italiano.

## Carriera

### Inizi e Trieste
Viene portato a Trieste nel 2003 dal presidente del club giuliano il Prof. Giuseppe Lo Duca. Qui, insieme all'amico di sempre Michele Skatar, vince il campionato U21 nel 2005-2006 e l'Handball Trophy 2004-2005. 

### Il triennio in Spagna
Nell'estate del 2009 passa agli spagnoli dell'Arrate, squadra militante in Liga ASOBAL. Firma un biennale; la squadra riesce a salvarsi come da obiettivo in entrambe le stagioni. Nonostante ciò il club, colpito da una grave crisi finanziaria, viene dichiarato fallito e tutti i giocatori vengono liberati dal contratto.
Per la stagione 2011-2012 è un nuovo giocatore del Valladolid. A fine stagione, per un punto, la squadra non riesce a qualificarsi per la Champions League, dovendosi accontentare dell'EHF Cup.

### Pays d'Aix e Besançon
Il 28 giugno 2012 viene confermato il suo trasferimento ai francesi del PAUC. La prima parte di stagione non è delle migliori, così Tokić viene mandato in prestito in ProLigue (seconda lega) al Besançon.

### Știința Bacău e Möhlin
Terminato il prestito e il contratto con il PAUC, Tokić firma per la stagione 2014-2015 con il club rumeno del Stinta Bacau
A seguito di inadempienze economiche della società rumena, Tokić rescinde consensualmente il contratto che lo legava al Bacau per firmare a febbraio 2015 un nuovo contratto con il Möhlin, squadra militante nella seconda divisione svizzera.

### Soultz Bollwiller
Dopo aver annunciato il ritiro sui suoi profili social a dicembre 2018, Tokić torna sui suoi passi e lo fa ripartendo dal Soultz Bollwiller per la stagione 2019-2020, squadra dilettantistica militante in Prénationale Grand/Est. Con l'avvento della pandemia di COVID-19 e la conseguente interruzione dei campionati dilettantistici imposta dal governo francese, abbandona definitivamente l'attività.

### Nazionale
Gioca con la nazionale italiana per oltre dieci anni, partecipando a numerose qualificazioni a Europei e a Mondiali.
Nel 2008 viene convocato insieme al compagno di squadra Visintin per il Campionato mondiale universitario., dove si laurea capocannoniere della manifestazione segnando 44 reti in appena quattro partite

## Palmarès

### Competizioni nazionali
- Handball Trophy: 1

Pallamano Trieste: 2004-05

### Competizioni giovanili
- Campionato italiano di pallamano maschile U21: 1

Pallamano Trieste: 2005-2006

### Individuale
- Mondiale universitario 2008: Capocannoniere (44 gol)